# Kaszonyi Herczeg János
Kaszonyi Herczeg János (Mezőkaszony, ? – ?, ?) református lelkész.

## Életrajza
Pontos születési ideje nem ismert, valószínűleg Mezőkaszonyban született az 1600-as évek közepe körül. Sárospatakon tanult, ahonnan külföldre is ellátogatott, 1655 februárjában az utrechti, 1656. augusztus 29-én a groningeni, 1657. január 23-án pedig a franekeri egyetemen lépett a hallgatók sorába. 1658 elején tért vissza Magyarországra, ahol előbb Sátoraljaújhelyen másodpap, 1663-tól Varannón elsőpap volt. Egy a Szepesi Kamara egyik oklevelében szereplő adat, mely szerint a Kamara kéri annak kivizsgálását, hogy ő lehetett-e a szerzője az Oratio Castrana című műnek. További sorsáról nem tudunk. Csak egy De natura theologiae című, 1657-ben Franekerben kiadott műve ismert.

## Munkái
- De natura theologiae. (Franeker, 1657.)